# Глицидиловые эфиры
Глицидиловые эфиры (GE)  — органическое соединение, которое содержит эпоксидные и спиртовые функциональные группы, побочный продукт промышленной термической обработки масел и растительных жиров. Агрегатное состояние GE - бесцветная прозрачная жидкость.
Глицидиловые эфиры имели место в нашем рационе задолго до того, как произошло их научное открытие.
По предположениям ученых, глицидиловые эфиры превращаются в свободный глицидол в ходе гидролиза в желудочно-кишечном тракте человека. Глицидол представляет собой эпоксид, используемый в качестве химического сырья в производстве функциональных эпоксидов, глицидилуретанов, фармацевтических препаратов и других продуктов. Согласно классификации от 2000 года Международного агентства по изучению рака (IARC) в составе ВОЗ, статус опасности глицидола относится к категории возможных канцерогенов для человека, в основную группу канцерогенов с доказанным негативном эффектом они не входят.  В настоящее время все данные получены из экспериментов на грызунах (по данным отчёта EFSA за 2016 год).
Реакция, в ходе которой глицидиловые эфиры превращались в свободный глицидол, наблюдалась у крыс, у обезьян гидролиз наблюдался в чуть меньшей степени, что связано с различиями в метаболизме. 

## Механизм образования
В процессе промышленного производства пищевых продуктов происходят изменения качественных показателей продукта и его состава, в результате чего непреднамеренно могут образовываться различные соединения (контаминанты). Некоторые из них не оказывают влияния на здоровье человека, другие могут воздействовать на организм в большей или меньшей степени.
В масличном сырье контаминанты глицидиловых эфиров отсутствуют, но в нем есть прекурсоры (предшественники) этих соединений. В период созревания в семечке протекают ферментативные процессы: фермент липаза расщепляет триглицериды жирных кислот до диацилглицеридов (ДАГ) и моноацилглицеридов (МАГ), которые впоследствии при высокотемпературной обработке (>230°C) превращаются в глицидиловые эфиры и монохлорпропандиолы соответственно. Образование глицидиловых эфиров происходит после внутримолекулярной перегруппировки, удаления жирной кислоты и эпоксида.
Глицидиловые эфиры образуются при рафинации во всех растительных маслах без исключения: в подсолнечном, в кукурузном, пальмовом, оливковом и т. д.

### Содержание предшественников образования контаминантов в пищевых маслах
| Наименование масла   | Содержание моноглицеридов, % | Содержание диглицеридов, % | Содержание триглицеридов, % |
| -------------------- | ---------------------------- | -------------------------- | --------------------------- |
| Соевое масло         | -                            | 1,0                        | 97,9                        |
| Хлопковое масло      | -                            | 3,1                        | 95,0                        |
| Пальмовое масло      | -                            | 5,8                        | 93,1                        |
| Кукурузное масло     | -                            | 2,8                        | 95,8                        |
| Подсолнечное масло   | -                            | 2,0                        | 95,6                        |
| Сафлоровое масло     | -                            | 2,1                        | 96,0                        |
| Оливковое масло      | 0,2                          | 5,5                        | 93,3                        |
| Рапсовое масло       | 0,1                          | 0,8                        | 96,8                        |
| Масло какао          | 0,2                          | 2,2                        | 96,0                        |
| Говяжий жир топлёный | -                            | 3,8                        | 89,6                        |

Содержание глицидиловых эфиров в рафинированных маслах
| Наименование масла | Содержание глицидиловых эфиров, мг/кг |
| ------------------ | ------------------------------------- |
| Пальмовое масло    | 3,50                                  |
| Кукурузное масло   | 0,68                                  |
| Оливковое масло    | 0,48                                  |
| Подсолнечное масло | 0,39                                  |
| Рапсовое масло     | 0,28                                  |
| Миндальное масло   | 0,03                                  |

## История
Впервые о существовании глицидиловых эфиров (GE) в пищевых маслах было заявлено в середине 2000-х годов. Первые исследования, связанные с глицидиловыми сложными эфирами, были выполнены в рамках исследований 3-монохлорпропандиола (3-MCPD) и 2-монохлорпропандиола (2-MCPD). 
В 2007-м году Немецкий Федеральный Институт Оценки Рисков (BfR) пришел к выводу, что маслоперерабатывающая промышленность должна искать альтернативные методы обработки, чтобы сократить образование потенциально вредных контаминантов во время рафинирования масел.
В 2016-м году Европейское агентство по безопасности пищевых продуктов (EFSA) в своем отчете подвело итог почти 10-летней деятельности по исследованию данных GE. 
Для сложных пищевых продуктов методы анализа глицидиловых эфиров и 3-MPCD (в свободной форме и в форме эфиров) были разработаны The European Joint Research Center (JRC) лишь к марту 2015 года.

## Пути снижения глицидиловых эфиров в продуктах питания
Представители пищевой промышленности во главе с Федерацией, представляющей европейских производителей растительных масел (FEDIOL) в качестве приоритета обязались уменьшить содержание глицидиловых эфиров во всех маслах до утвержденного норматива. Они разработали технологию по снижению содержания описанных веществ в продуктах питания. За пять лет содержание эфиров в маслах удалось снизить на 50 %. Работа, проведенная FEDIOL, была признана и принята властями государств ЕС.
Образование GE может быть минимизировано несколькими способами:
1. С помощью оптимизации процесса дезодорации при сокращении тепловой нагрузки. На практике дезодорацию лучше всего проводить при t<240 °C, что позволит улучшить характеристики безопасности продукции.
2. Применение двухступенчатой дезодорации (с краткосрочной обработкой при более высокой температуре, за которой следует более длительная обработка при сниженной температуре) доказано и внедрено в промышленных масштабах в качестве эффективной меры по снижению рисков для достижения минимального уровня глицидиловых эфиров в рафинированном масле.
3. Глицидиловые эфиры могут также быть удалены из рафинированных пищевых масел в глубоком вакууме (1 mbar) при высокой температуре (260 °C), поскольку они обладают теми же параметрами летучести, что и моноацилглицериды (МАГ).
4. Глицидиловые эфиры могут также перейти в моноацилглицериды (МАГ) во время пост-отбелки с не-HCl активированной отбельной глиной. Это дает очень низкие уровни GE (< 0.5 ppm) при условии, что пост-дезодорация проводится при низкой температуре (≤ 230 °C).
5. Другая возможность снизить образование глицидиловых эфиров — это уменьшить уровни диацилглицеридов в растительных маслах. Данной цели (2-3 % ДАГ) можно достичь, если использовать ферментативную этерификацию свободных жирных кислот на ДАГ в сыром или отбелённом пальмовом масле. Это даст не только более низкие уровни глицидиловых эфиров, но также увеличит общий выход масла во время рафинации.
6. Химическая переэтерификация, за которой следуют пост-отбелка с не-HCl активированной отбельной глиной и дезодорация при умеренной температуре (<220°C) – промышленный процесс, благодаря которому можно получить рафинированные пищевые масла с очень низкими уровнями глицидиловых эфиров.

## Нормирование уровней глицидиловых эфиров в международном законодательстве
Наиболее авторитетный европейский пищевой стандарт CODEX STAN 193—1995 «Общий стандарт на загрязняющие примеси и токсины в пищевых продуктах и кормах» Кодекса Алиментариус не устанавливает норматива по содержанию глицидиловых эфиров.
Европейское агентство по безопасности продуктов питания (EFSA) на основании долгосрочных исследований пришло к выводу, что на данном этапе нет никаких оснований утверждать, что продукты, содержащие глицидиловые эфиры, должны быть изъяты либо запрещены. Европейская комиссия также указывает, что нет достаточных оснований требовать от промышленности полного запрета данных компонентов.
В Европейском союзе утвержден и действует Регламент Комиссии (ЕС) № 1881/2006 от 19 декабря 2006 г. «Установление максимальных уровней для определения загрязняющих веществ в пищевых продуктах», в котором определен перечень контаминантов пищевой продукции и установлены нормативы к ним.
В 2018 году Европейской комиссией принято изменение в указанный регламент в части нормирования содержания глицидиловых эфиров жирных кислот (в пересчете на глицидол) в следующих видах продукции:
- для растительных масел и жиров, предназначенных для непосредственного употребления в пищу и для использования в качестве ингредиента в пищевых продуктах, — не более 1,0 мг/кг ;
- для растительных масел, предназначенных для производства детского питания и продуктов на основе обработанных злаков, — не более 0,5 мг/кг ;
- для детских смесей жидких (порошка) — не более 0,01 (0,075) мг/кг.

## Законодательные ограничения на содержание глицидиловых эфиров в пищевой продукции в РФ
В Российской Федерации не установлены нормативы по содержанию глицидиловых эфиров в пищевой промышленности. В настоящее время доработанная редакция проекта изменений № 2 в технический регламент Таможенного союза «Технический регламент на масложировую продукцию» (ТР ТС 024/2011) прошла стадию публичного обсуждения, метрологическую экспертизу и рассмотрение рабочей группой под руководством МСХ РФ. Следующий этап – внутригосударственное согласование Правительствами государств-членов Евразийского экономического союза.   
На сегодняшний день в России действуют следующие методики измерения количества глицидиловых эфиров в продуктах:
- ГОСТ ISO 18363-1-2020 Жиры и масла животные и растительные. Определение содержания сложных эфиров жирных кислот монохлорпропандиолов (МХПД) и глицидола с применением ГХ/МС. Часть 1. Метод с использованием быстрой щелочной переэтерификации и измерения содержания 3-МХПД и дифференциальное измерение содержание глицидола.
- ГОСТ ISO 18363-2-2020 Жиры и масла животные и растительные. Определение содержания сложных эфиров жирных кислот монохлопропандиолов (МХПД) и глицидола с применением ГХ/МС. Часть 2. Метод с использованием медленной щелочной переэтерификации и измерения содержания 2-МХПД, 3-МХПД и глицидола.
- ГОСТ ISO 18363-3-2020 Жиры и масла животные и растительные. Определение содержания сложных эфиров жирных кислот монохлорпропандиолов (МХПД) и глицидола с применением ГХ/МС. Часть 3. Метод с использованием кислотной переэтерификации и измерение содержания 2-МХПД, 3-МХПД и глицидола.

На текущий момент в РФ существуют лаборатории, аккредитованные на проведение анализа по содержанию глицидиловых эфиров жирных кислот.
По данным издания «Коммерсантъ» крупные отечественные переработчики пищевых масел в течение 2 лет добровольно провели модернизацию производства и внедрили эффективные меры по снижению рисков, что позволило снизить уровень GE в растительных маслах и жирах в соответствии с европейскими стандартами. В ЕС модернизация производства осуществлялась в течение 14 лет.